# Hideo Hashimoto
Hideo Hashimoto, född 21 maj 1979 i Osaka prefektur, Japan, är en japansk fotbollsspelare som sedan 2012 spelar i Vissel Kobe.